# HDS
HC HDS is een Hockeyclub uit Den Haag.

## Olympische Spelenen Nederlands hockey-enthousiasme
Tijdens de Olympische Spelen in 1928 in Amsterdam doet voor de eerste maal ook een Nederlands hockeyteam mee en bereikt zelfs de finale. Brits-Indië blijkt te sterk voor het Nederlandse team. De hockeyers verliezen met 3-0. Maar deze tweede plaats heeft een enorme invloed op de Nederlandse en niet in de laatste plaats de Haagse hockeysport.
Na de finale is Nederland in de ban van hockey. Overal wordt hockey gespeeld. Veel Haagse scholen nemen deel aan een onderlinge hockeycompetitie en de hockeyende scholieren willen niets liever dan hun hockeyspel in clubverband voortzetten. Zo ontstaan in Den Haag onder meer hockeyclubs bij de HBS aan de Nieuwe Duinweg (hockeyclub Sport Op School (SOS), later GHC Gazellen, thans HGC), bij het Lyceum aan het Stokroosplein, bij het Dalton-lyceum en bij het rooms-katholieke Aloysius College (thans Groen-Geel).
Ook bij de leerlingen van de tweede Gemeentelijke Handelsdagschool (een vierjarige opleiding waar leerlingen werden voorbereid op een baan in de handel of een bedrijf of in de administratieve sector) aan de Valeriusstraat 42/hoek Stadhoudersplein leefde een sterk verlangen te kunnen hockeyen in clubverband. Een aantal spelers van het schoolelftal begreep dat het schoolhockey na het examenjaar voorbij was en stak de koppen bij elkaar.
Eindexamenscholier Gerard Lieffering prikte in het voorjaar van 1933 aan het mededelingenbord van de school een door hemzelf getekend affiche met de oproep de oprichtingsvergadering van de hockeyclub van de Handelsdagschool bij te wonen. Deze bijeenkomst vond plaats op 13 mei 1933 in het ouderlijk huis van Lieffering aan de Valeriusstraat 19. Als naam voor de club bedachten de jongens eenvoudig Handelsdagschool af te korten tot HDS. Al binnen een maand besloten de leden van de nieuwe club echter dat de initialen zouden staan voor de woorden Houdt Dapper Stand en werd de officiële naam Haagsche Hockeyvereeniging HDS. Immers ook voor leerlingen die de school reeds hadden verlaten, moest het mogelijk zijn te kunnen blijven hockeyen en ook niet-Handelsdagschoolleerlingen waren welkom in de nieuwe club.

## Een ‘gewone’ hockeyclub en uitsluiting van deNederlandse Hockeybond
HDS speelde de wedstrijden aanvankelijk in de Haagse Onderlinge Hockeycompetitie (OHC), een scholencompetitie waarin veel van de nieuw opgerichte hockeyclubs deelnamen. Deze hockeycompetitie duurde niet lang. Ook clubs uit Rotterdam meldden zich aan voor deelname. Dit leidde tot de opheffing van de OHC en in de zomer van 1933 tot oprichting van de Algemeene Hockeybond, waarin drie HDS-teams uitkwamen. In de competitie van 1934-1935 deden ook de vrouwen bij HDS hun intrede op het hockeyveld.
Vanaf 1933 probeerden de jonge bestuursleden van HDS voor hun club toelating te krijgen tot de Nederlandse Hockey- en Bandybond (na 1938 Koninklijke Nederlandse Hockey Bond). De bond legde het oor te luisteren bij de Haagse Hockey Commissie. HOC (thans HGC), HHIJC en TOGO (thans HC Klein Zwitserland) weigerden de toelating van deze nieuwe club. Uit de reacties bleek dat de besturen vonden dat er voldoende gelegenheid in Den Haag was om de hockeysport te beoefenen, en men tevens de kans groot achtte dat HDS leden van hun clubs zou weghalen. Het zwaarste tegenargument was evenwel de angst dat een dergelijk ‘gewone’ hockeyclub als HDS het imago van de hockeysport zou kunnen schaden.
HDM was een uitzondering en ondersteunde het verzoek van HDS, maar moest zich bij het besluit van de Haagse Hockey Commissie neerleggen. Ook de hockeyclubs HMHC Te Werve (de hockeyclub van het personeel van de Bataafse Petroleum Maatschappij te Rijswijk en Hudito in Delft waren bereid om HDS voor te dragen bij de Haagse Hockey Commissie. De commissie wees de voordracht van deze twee laatste clubs evenwel van de hand met de motivering het niet juist te achten dat niet-Haagse verenigingen een Haagse aanvraag ondersteunden. Ook in de jaren nadien bleef de Haagse Hockey Commissie onvermurwbaar.
Uiteindelijk was de inmiddels tot Koninklijk verheven Nederlandse Hockeybond zelf die de situatie in Den Haag niet langer acceptabel achtte. In de vergadering van de Haagse Hockey Commissie van 21 juni 1937 sprak jhr. L.J. Quarles van Ufford, bondssecretaris en voorzitter van de Hilversumsche Mixed Hockey Club, duidelijke woorden. Hij adviseerde de aanwezige clubbestuurders met klem de toelating van HDS tot de bond te ondersteunen en voegde hieraan toe dat dit anders op zijn verzoek door de vooraanstaande hockeyclubs Amsterdam en Hilversum zou geschieden! En hij voegde de daad bij het woord. Op 1 september 1939 besloot de bond op eigen initiatief HDS toe te laten tot de nationale competitie. De verenigingen Hilversum en Amsterdam waren bereid gevonden de kandidatuur van HDS te ondersteunen.

## Zwervend langs Haagse hockeyvelden

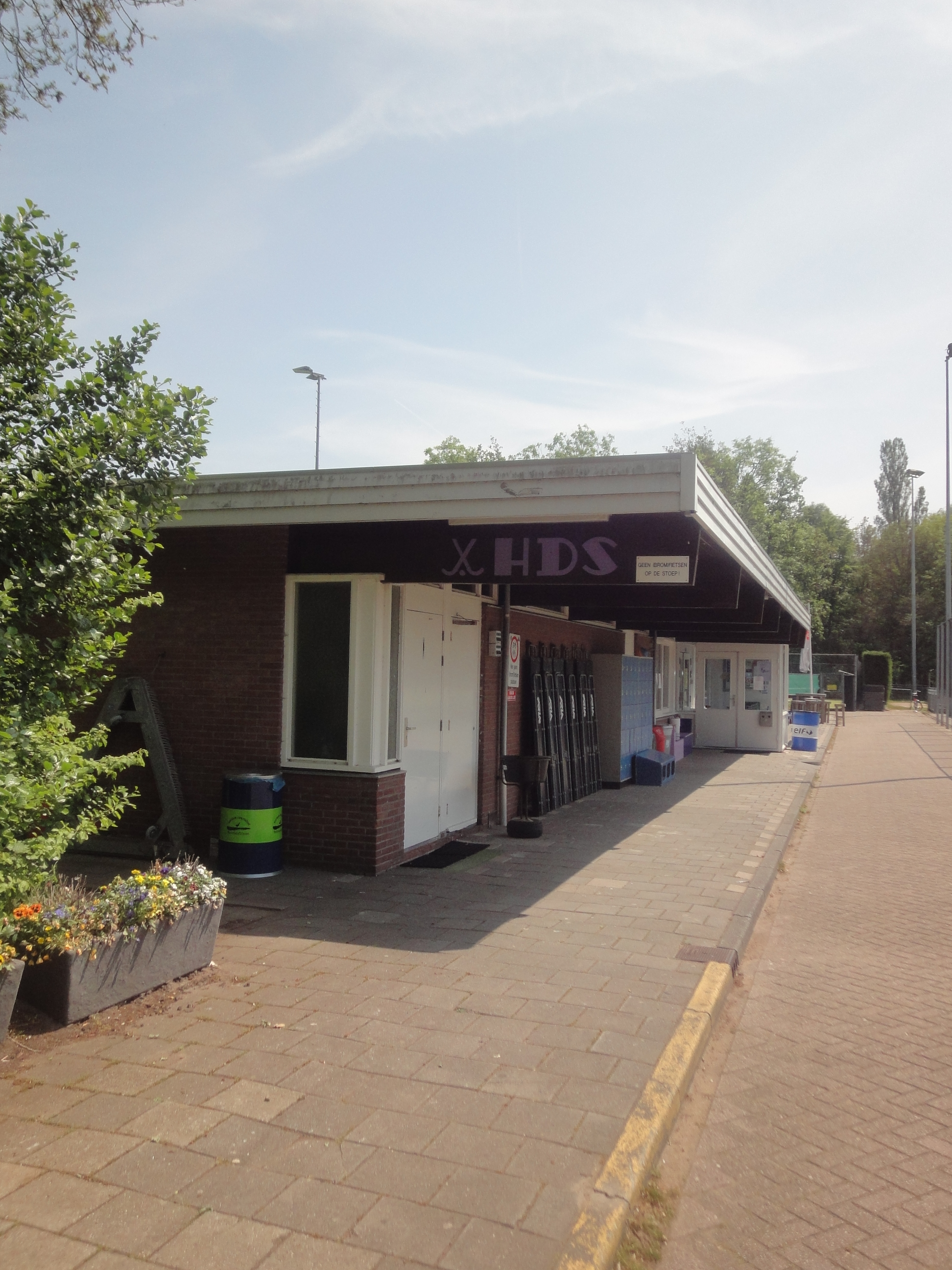
Clubhuis van HDS

Het eerste speelveld van HDS was in 1933 een niet gebruikt voetbalveld van SV Petrolea aan de Buurtweg te Wassenaar. Het volgende terrein kreeg HDS in 1934 op het sportcomplex Groenendaal. Dit lag eveneens aan de Buurtweg. In 1935 zorgde de Haagse Stichting Sport en Speelterreinen dat HDS hier vaste grond onder de voeten kreeg en verhuurde aan HDS twee speelvelden aan de andere zijde van dit complex.
Nadat de clubs HHIJC en TOGO in de Zomer van 1936 de twee velden op Waalsdorp hadden verruild voor een nieuwe accommodatie op Klein Zwitserland, kon HDS hier gaan spelen. Na het uitbreken van de Tweede Wereldoorlog in mei 1940 was dit voorbij. De Waalsdorp-velden waren tot militair gebied bestempeld en sportactiviteiten mochten hier niet meer plaatsvinden. De clubleden besloten terug te keren naar hun oude terreinen op Groenendaal. Voedselschaarste in Den Haag maakte in november 1943 ook aan het verblijf hier een einde. Alle grond werd omgeploegd en op de oude terreinen kwamen aardappelvelden.
HDS vond een tijdelijk onderdak bij Te Werve. Het laatste oorlogsjaar stond de hockeycompetitie stil. Op het sportterrein van de Openbare U.L.O.-school aan de Spionkopstraat kwamen enthousiaste hockeyers nog wel een balletje slaan, maar spelen in wedstrijdverband op een echt hockeyveld was niet mogelijk. De eerste jaren na de bevrijding bleef HDS in Rijswijk de thuiswedstrijden spelen. Uiteindelijk konden de spelers pas in 1947 richting de oude velden terugkeren. HDS kreeg twee velden op het complex De Roggewoning, waar ook hockeyclubs als HOC en HGC (voorheen SOS) speelden. In 1950 kon worden terugverhuisd naar het heringerichte vertrouwde Groenendaal-complex aan de Buurtweg. In 1958 kwam er zelfs een eigen clubhuisje op het terrein.

## Samen met HDM of als HDS verder?
Na de oorlog daalde het ledenaantal drastisch, waardoor het einde van HDS in zicht dreigde te komen. Ook een tekort aan jeugdleden tekende zich duidelijk af. Twee sportleraren zorgden evenwel voor de instroom van een generatie nieuwe leden. Bob Stomp van de HBS Beeklaan en Jan Heyligers van het Dalton-lyceum wisten hun leerlingen enthousiast te maken voor de hockeysport. De nieuwe leden zorgden voor een felle interne discussie in de vereniging. Zij wensten meer dan alleen een gezelligheidsclub. Er moest op zo hoog mogelijk niveau hockey worden gespeeld en daarvoor moest hard en serieus worden getraind.
Een aantal leden overwoog HDS aan HDM te koppelen. Deze plannen haalden het echter niet, ook al omdat HDM had gesteld enkel met HDS te willen fuseren onder behoud van de eigen clubnaam.
Uiteindelijk zorgden de nieuwe jonge leden dat de opheffing van HDS niet doorging. In de algemene ledenvergadering van augustus 1952 wezen zij – ondersteund door een aantal oudere leden - de fusie van de hand. Het gevolg was echter dat het ledenaantal dramatisch daalde. Voor de scholieren bleek dit een uitdaging. Zij zetten een enorme ledenwervingsactie onder hun vrienden op touw. En het lukte ze: aan het begin van het nieuwe competitieseizoen stond de ledenteller alweer op bijna honderd! Toen ook onder leerlingen van andere scholen zoals het Johan de Witt-lyceum, het Thorbecke-Lyceum en de Zuiderpark-HBS werd geworven, steeg het ledenaantal al snel boven de 150. In 1962 volgde een fusie met de ook in Groenendaal spelende hockeyclub SV’35 en in 1971 met Push’29. Het ledenaantal groeide hierdoor naar ruim 200.

## NaarMadestein

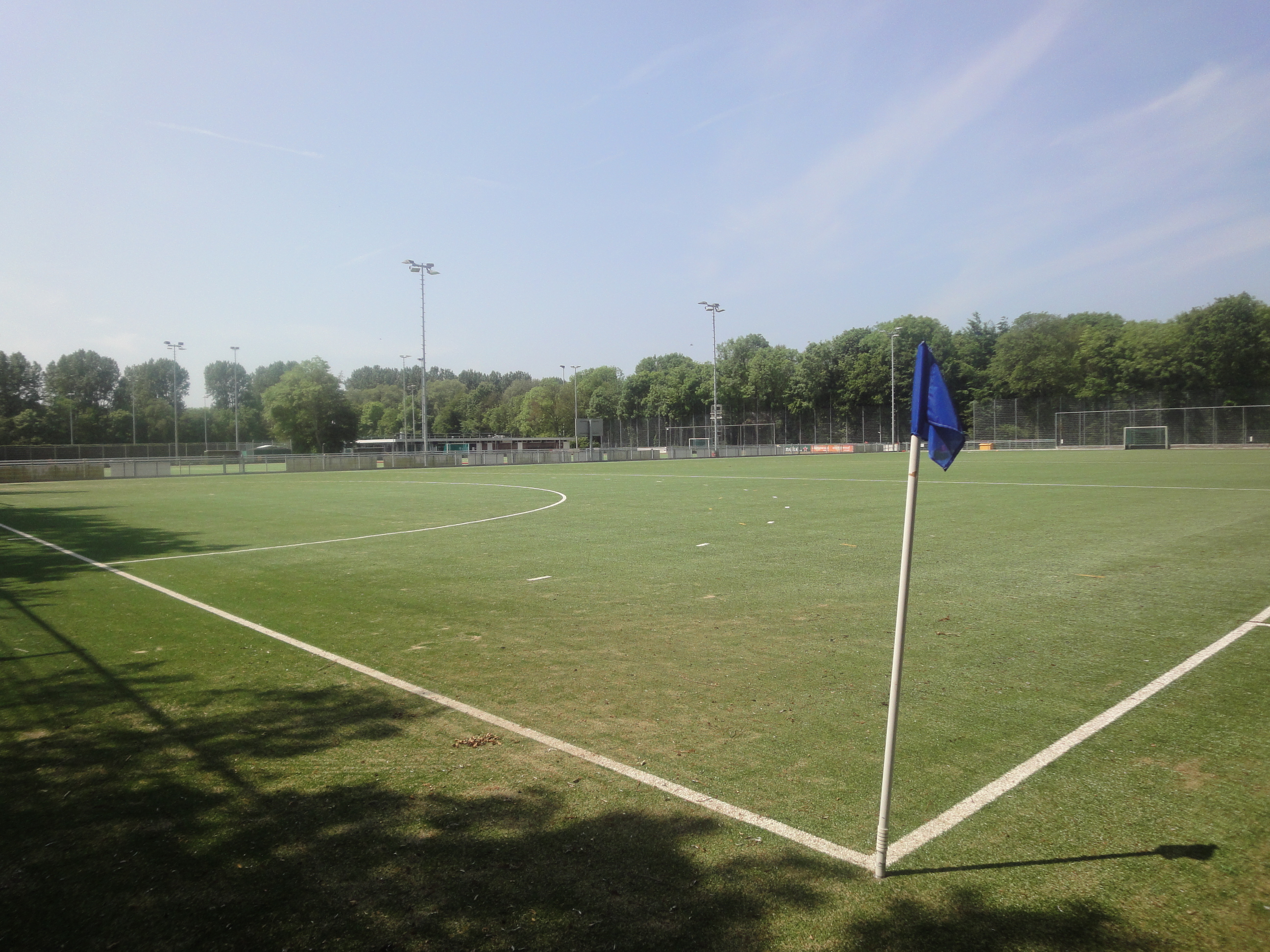
Kunstgrasveld van HDS

In Den Haag Zuid-West verrezen nieuwe stadswijken waaruit nieuwe jonge leden hun weg naar het verre Groenendaal vonden. HDS-oprichter Gerard Lieffering had in de jaren dertig al aangegeven dat het belangrijk was in zuidelijk Den Haag een basis te zien vinden, omdat daar de meeste leden vandaan kwamen. Dit gevoel werd na 1960 alleen maar sterker.
In 1974 besloot de gemeente Den Haag langs de Madesteinweg in het oude tuinbouwgebied van Loosduinen een sportterrein aan te leggen met hockey- en voetbalvelden. HDS kreeg van gemeentezijde de uitnodiging op deze velden te gaan spelen en reageerde positief. In februari 1977, tijdens de winterstop, verhuisde HDS van Groenendaal naar Madestein.
De hockeyclub voer wel bij het verhuisbesluit. Men kreeg een gloednieuw clubhuis, vier speelvelden en veldverlichting. Het ledenaantal groeide na de verhuizing in een aanzienlijk tempo, nieuwe Haagse jeugd vond de weg naar HDS. Onder de jonge en oudere bewoners van de vele nieuwe wijken in Den Haag-West won HDS nieuwe leden. Anno 2015 heeft de hockeyclub meer dan 1000 leden.
Ook nieuwe voorzieningen droegen bij aan de groei van HDS. In de zomer van 1989 kwam er kunstgras op het hoofdveld van HDS. HDS heeft thans vier officiële speelvelden: twee watervelden en twee zandingestrooide kunstgrasvelden. Ook heeft HDS een tennisbaan.

## Cricket bij HDS
In de jaren vijftig speelden cricketers enthousiast bij de cricketclub ‘Roggewoning’ op het aan de HDS-terreinen aangrenzende Roggewoningcomplex. Hier speelden ook een aantal HDS’ers. Al gauw kwam het samenwerkingsverband HRCC (HDS-Roggewoning-Cricketcombinatie) tot stand. Eind jaren vijftig gingen er stemmen op om een eigen cricketafdeling bij HDS op te richten. Er waren voldoende enthousiastelingen te vinden en in 1961 kon de officiële oprichting plaatsvinden. Het HDS-bestuur besloot in 1969 dat ook de cricketafdeling in de naam van de club moest zijn vertegenwoordigd. De naam van de vereniging was sedertdien Haagse Hockey en Cricketclub HDS.
In 1977 verhuisden de cricketers mee naar Madestein. Hun aanwezigheid zou niet lang duren. Gebrek aan belangstelling voor deze sport zorgde in 1981 voor de opheffing van de afdeling. In latere jaren zouden spelers van andere Haagse cricket-verenigingen af en toe de HDS-velden bespelen. Begin jaren negentig mislukte na twee seizoenen de poging om met een team van de Sociëteit De Witte het cricket terug naar HDS te halen. Tegenwoordig wordt er op Hockeyclub HDS geen cricket meer gespeeld.

## De hockeycompetitie
De vroegste competitie speelde HDS in de Zuid-Hollandse Hockeybond. De heren waren in deze competitie zeer succesvol. In de periode 1936-1939 behaalde Heren 1 viermaal achtereen het kampioenschap. Helaas konden de spelers pas in het seizoen 1939-1940 promoveren en meedoen in de vierde klasse van de landelijke competitie. Opnieuw werd Heren 1 kampioen en promoveerde naar de derde klasse. In 1943 volgde de promotie van de heren naar de tweede klasse, waar zij ruim twintig jaar bleven spelen. Het eerste damesteam speelde in de vooroorlogse en de naoorlogse jaren voornamelijk in de derde klasse.
In 1964 werd Heren 1 kampioen van de Promotieklasse. Bijna kon HDS doorstoten richting de top. De ploeg verloor in de beslissingswedstrijd voor deze promotie van het Delftse Hudito met 3-2, na met de rust met 2-0 te hebben voorgestaan, en bleef de deur naar de overgangsklasse gesloten. In de jaren zeventig gingen de prestaties van de teams achteruit. Zowel het eerste herenteam als het eerste damesteam zakten begin jaren zeventig terug naar de basis van de standaardcompetitie, de vierde klasse. In de jaren tachtig keerde het tij. Dames 1 slaagde erin te promoveren en keerde in 1983 in de tweede klasse terug. Sinds 2004 speelt Dames 1 in de eerste klasse. In 1989, het eerste jaar dat op kunstgras werd gespeeld, promoveerden ook Heren 1 naar de tweede klasse. In het seizoen 2006-2007 speelden de heren voor de eerste maal gedurende een jaar in de eerste klasse. In het seizoen 2010-2011 speelden zowel de Heren 1 als de Dames 1 in de eerste klasse.